# Antonio Gaglione
Antonio Gaglione (Latiano, 12 agosto 1953) è un politico italiano.

## Biografia
Laureato in medicina e chirurgia, si è specializzato in cardiologia e medicina dello sport. Ha perfezionato la sua preparazione in numerosi centri nazionali ed europei. Cardiologo interventista, specializzato in angioplastiche coronariche e periferiche. Ha realizzato un importante centro di cardiologia interventistica a Bari (il primo della Puglia ed uno dei primi in Italia) dove ricopre da anni il ruolo di primario.
Professore universitario, insegna cardiologia, come professore di II fascia, nella Facoltà di Medicina e Chirurgia all'Università degli studi di Foggia.
Nel campo medico è autore o coautore di quasi 200 pubblicazioni su riviste scientifiche.

## Attività politica
Esponente della Margherita, nel 2001 è stato eletto senatore nel Collegio senatoriale n. 12, in Puglia, con 52.944 preferenze, in quota PPI. Il 7 novembre 2001 si dichiara contrario all'invio di truppe italiane in Afghanistan, posizione ribadita nel 2002 quando vota contro l'invio degli alpini. Alle elezioni politiche del 2006 è stato candidato alla Camera dei deputati con la lista dell'Ulivo nella circoscrizione Puglia. Creatore della testata giornalistica Senato 12 diffusa dal 2001 al 2005.
Nel 2006 fonda il mensile Ulivo-Puglia, uscito per la prima volta ad aprile con una tiratura di 200 000 copie e una diffusione regionale. Dal 18 maggio 2006 al 7 maggio 2008 è sottosegretario al Ministero della Salute nel decondo governo Prodi. Dal novembre 2007 al luglio 2008 è segretario provinciale del Partito Democratico di Brindisi. Alle elezioni politiche del 13 e 14 aprile 2008, XVI Legislatura, è stato eletto deputato del PD.

### Criticità
Il 5 ottobre 2009, a seguito del passaggio alla Camera dei deputati dello scudo fiscale, anche per le assenze di ventidue opposizione, tra cui la sua, è accusato dal suo stesso partito (sarà l'unico tra i non presenti a ricevere la cancellazione del nome dall'anagrafe degli iscritti) e lascia il PD, per aderire poco tempo dopo al gruppo Noi Sud/Lega Sud Ausonia; dal gennaio 2011 non è iscritto ad alcuna componente parlamentare.
È considerato l'esempio lampante della "Casta", considerando l'attività di parlamentare "una violenza contro la persona, lesiva della dignita personale, stare in Parlamento è un lavoro frustrante, una perdita di tempo”, ma usufruendone di tutti i benefici, compresi gli emolumenti. Per aver accumulato oltre il 90% delle assenze in parlamento è stato definito "il deputato invisibile" dal quotidiano la Repubblica.
Secondo il sito OpenParlamento, che supervisiona le attività di deputati e senatori, al 16 dicembre 2011 Antonio Gaglione è il deputato con il tasso di assenteismo più alto (al posto 616 su 630 per produttività), partecipando a poco più del 6% delle votazioni, con assenze oltre il 93%. Se si restringe l'analisi al periodo in cui risulta iscritto al gruppo misto i dati mutano in 10 votazioni in totale (0,6% circa) e assenze pari al 99,4% delle votazioni oltre che nessun intervento nelle discussioni in aula o in commissione e nessuna partecipazione a missioni.